# Поммер, Юрий Петрович
Юрий Петрович Поммер (4 [17] марта 1909, Кротовка, Самарская губерния — 2 апреля 1991, Москва) — советский скульптор. Заслуженный художник РСФСР (1977).

## Биография
Юрий Поммер родился 4 (17) марта 1909 года в посёлке при станции Кротовка Самарской губернии (ныне село в Кинель-Черкасском районе Самарской области). В 1925—1928 годах учился в Самарском художественном техникуме, где его преподавателями были живописец И. Ф. Борисов и скульптор Н. С. Копылов. В 1929—1936 годах учился в Ленинградском институте живописи, скульптуры и архитектуры у Р. Р. Баха, В. Л. Симонова, затем у А. Т. Матвеева. Принимал участие в Великой Отечественной войне.
С 1948 по 1952 год преподавал в Московском институте прикладного и декоративного искусства. С 1965 года преподавал в Московском высшем художественно-промышленном училище (бывшем Строгановском). Доцент.
Жил в Москве по адресу: Брянская улица, 2. Работал в монументальной, монументально-декоративной и станковой скульптуре. Автор памятных медалей. С 1936 года принимал участие в художественных выставках. Член Союза художников СССР с 1937 года. В 1977 году в Москве состоялась его персональная выставка. Умер в Москве 2 апреля 1991 года.

## Награды и звания
- Заслуженный художник РСФСР (1977)[1]
- Медаль «За победу над Германией в Великой Отечественной войне 1941—1945 гг.» (1945)[2]
- Медаль «За отвагу» (1958)[2]
- Орден Отечественной войны II степени (1985)[2]

## Работы
Медали
- «И. С. Тургенев»[5]
- «В. И. Суриков»[5]
- «П. И. Чайковский»[5]

Станковая скульптура

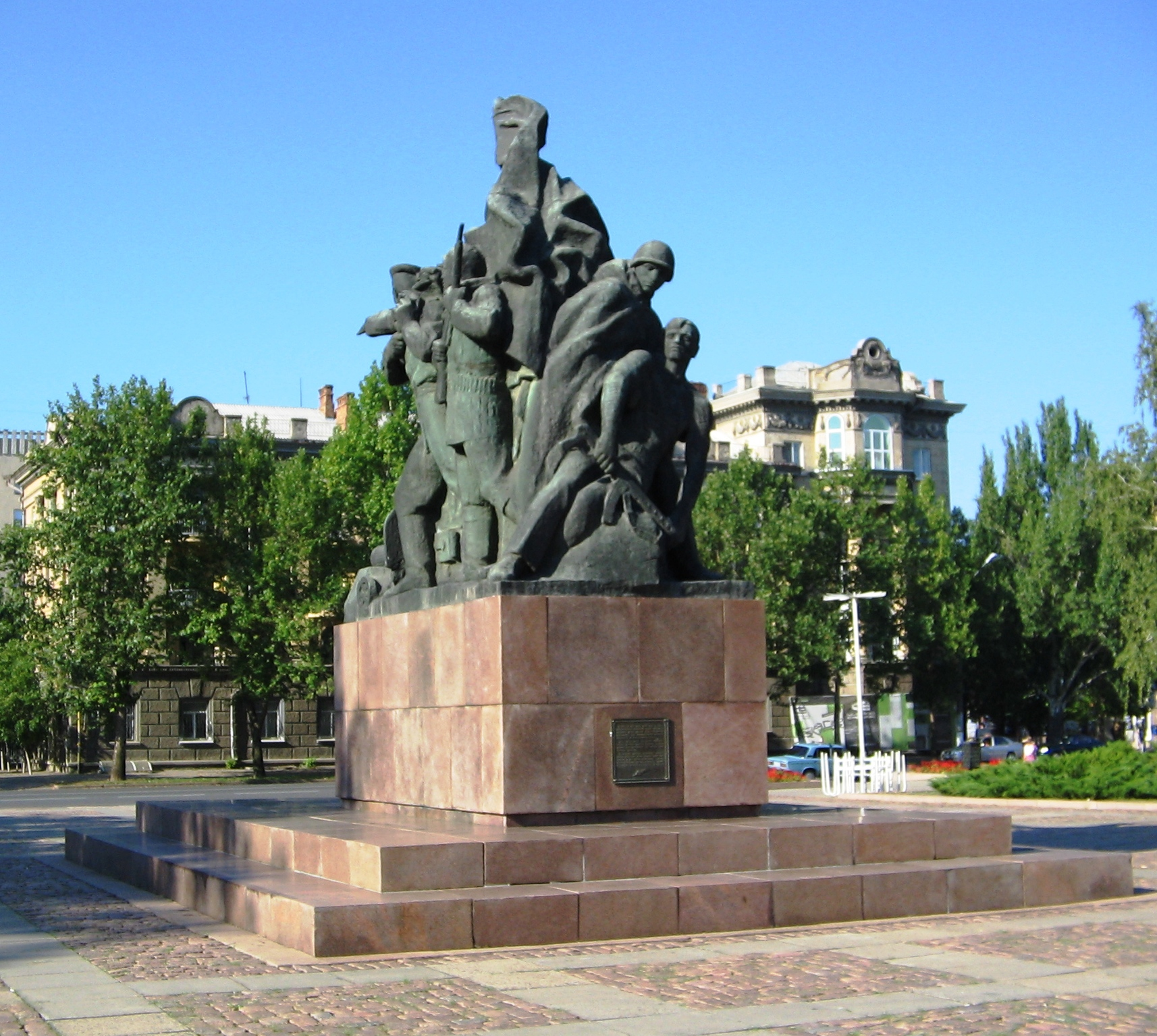
Памятник десантникам Ольшанского (Николаев)

- «Е. М. Абалаков» (1940, алюминий) — Государственная Третьяковская галерея[1]
- «Отжимающая волосы» (1948—1959, бронза) — Костромской государственный историко-архитектурный и художественный музей-заповедник[3]
- Строительница (1959, бронза) — Тамбовская областная картинная галерея[3]
- «П. И. Чайковский» (1960, мрамор) — Дворец культуры, Прага[3]
- «Н. Г. Чернышевский» (1962, мрамор) — Новокузнецкий художественный музей[3]
- «В. И. Ленин на Красной площади» (1965, гипс) — Центральный музей В. И. Ленина, Москва[3]
- «Вьетнамцы» (1970, бронза)[3]

Монументальная скульптура
- Рельефы станции метро «Краснопресненская» (1951—1954) — Москва[6]
- Мемориальная доска художника С. В. Иванова (1964, бронза, гранит) — Москва[3]
- Памятник В. И. Ленину (1970, бронза, гранит), архитектор Н. А. Ковальчук — Абакан[3]
- Памятник-бюст Маншук Маметовой (1971, бронза, гранит), архитектор Н. А. Ковальчук — Жанибек, Казахстан[3]
- Памятник 68 героям-десантникам (1974, бронза, гранит), архитектор А. Н. Душкин — Николаев, Украина[3]
- Памятник-бюст дважды Героя Социалистического Труда академика И. М. Виноградова (1978, бронза), арх. Н. А. Ковальчук — Великие Луки[3]
- Памятник В. И. Ленину (1978, бронза, гранит), архитектор Н. А. Ковальчук — Холмогоры[3]